# Église grecque-catholique slovaque

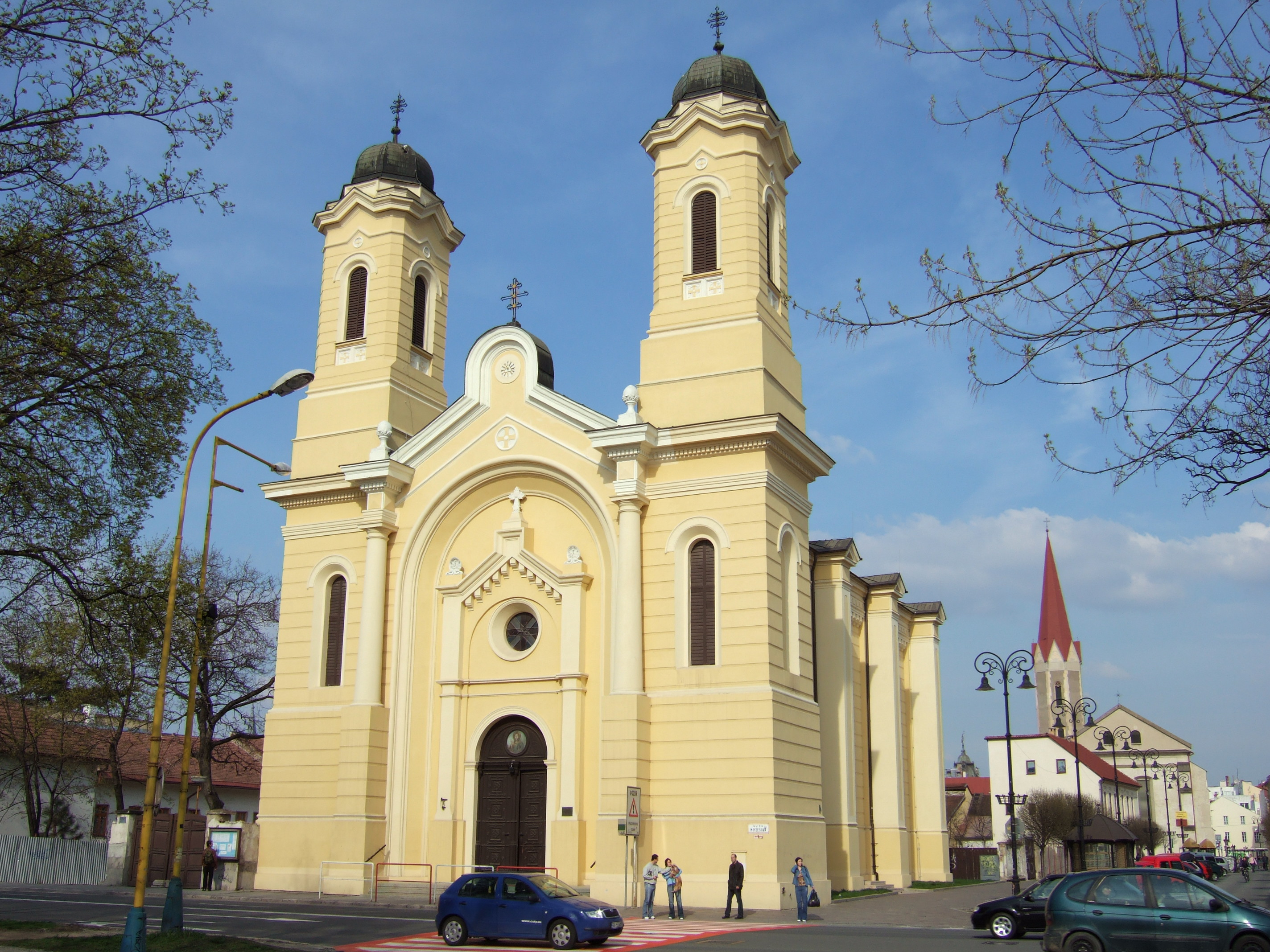
Église grecque-catholique de Košice

L'Église grecque-catholique slovaque (également appelée Église gréco-catholique slovaque) ou Église catholique byzantine slovaque est une des Églises catholiques orientales en pleine communion avec le Saint-Siège. Le chef de l'Église porte le titre d'"Archevêque métropolitain de Prešov des Byzantins", avec résidence à Prešov en Slovaquie (titulaire actuel: Jonáš Maxim).

## Histoire
Depuis que l'Union d'Oujhorod en 1646 fut unanimement  acceptée sur les territoires qui incluent l'actuelle Slovaquie, l'histoire de l'Église grecque-catholique slovaque est intimement liée, et pour plusieurs siècles, à celle de l'Église grecque-catholique ruthène. Au sortir de la Première Guerre mondiale, la majorité des ruthènes et slovaques grecs-catholiques ont été rattachés à la Tchécoslovaquie, soit les deux éparchies de Prešov et de Moukatcheve. L'éparchie de Prešov, créée le 22 septembre 1818 fut détachée en 1937 de la juridiction du primat de Hongrie et directement rattachée au Saint-Siège cependant que les 21 paroisses de cette éparchie qui étaient en territoire hongrois constituèrent le nouvel exarchat de Miskolc. Après la Seconde guerre mondiale, le territoire de l'éparchie de Moukatcheve en Ruthénie subcarpathique fut annexé par l'Union Soviétique, ainsi l'éparchie de Prešov a rassemblé tous les fidèles grecs-catholiques de Tchécoslovaquie.

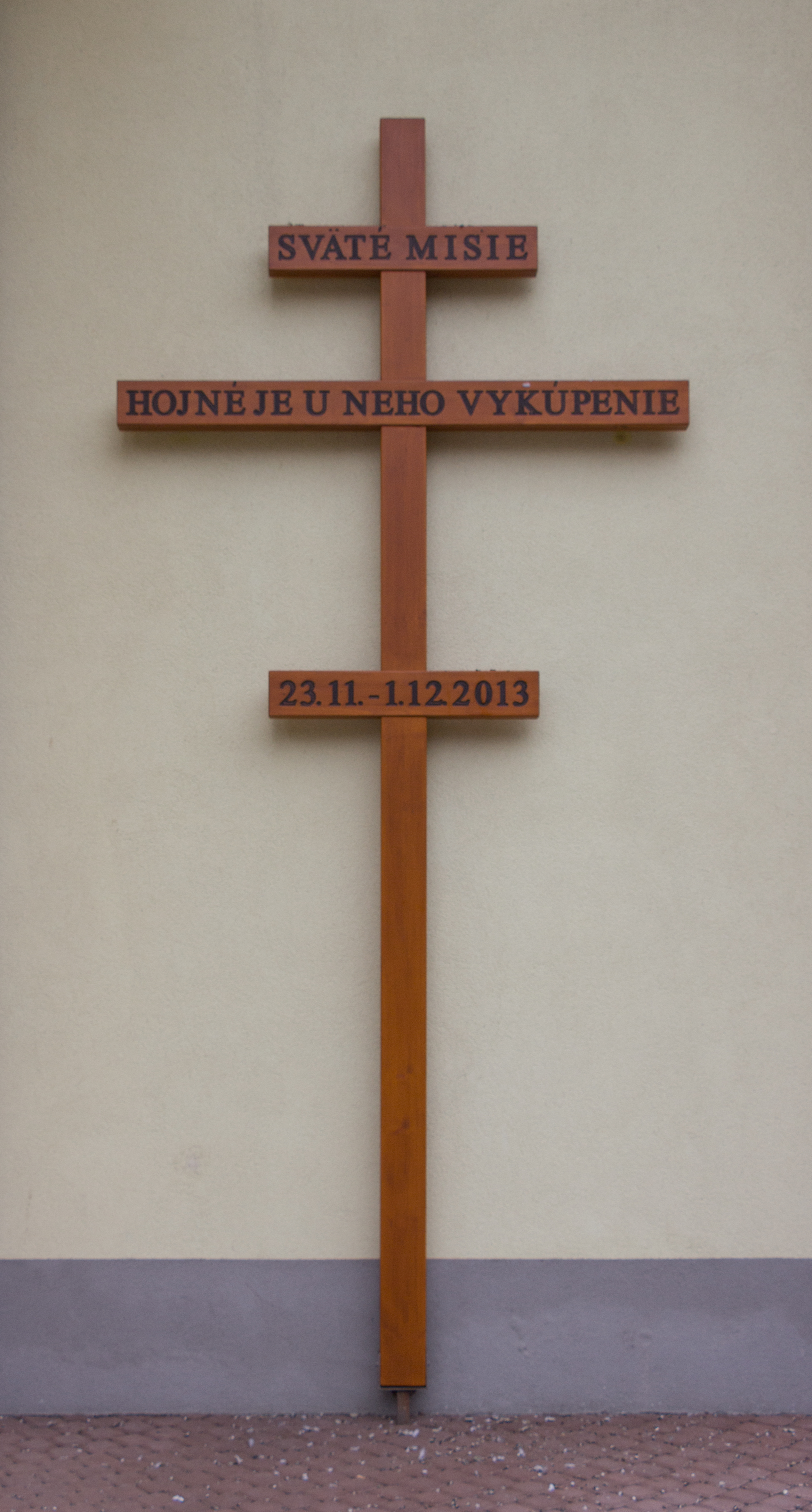
Église grecque-catholique à Kežmarok en Slovaquie

Le 28 avril 1950, lors du Sobor (« synode ») de Prešov, l'Église catholique byzantine est interdite. Les évêques Pavel Gojdic et Vasil Hopko sont avec beaucoup d'autres prêtres emprisonnés, les autres sont contraints de rejoindre l'Église orthodoxe. Les fidèles doivent, s'ils veulent conserver le rite byzantin, se séparer de Rome ; sinon il leur reste de pratiquer dans les églises catholiques latines. Plus de 123 prêtres meurent au cours de la période de 18 ans de « non-existence » de l'Église catholique byzantine.
Lors du « Printemps de Prague » de 1968, l'Église catholique byzantine est autorisée, mais l'invasion des troupes de l'URSS et de quatre autres pays du Pacte de Varsovie ruine tout espoir. L'Église est officiellement reconnue, mais ne récupère pas toutes ses propriétés confisquées et la persécution menée par l'autorité publique bloque son développement. Le clergé ne peut être formé que dans le séminaire catholique romain, le seul existant en Slovaquie.
Après les changements politiques de 1989 – 1990, la réhabilitation complète de l'Église catholique byzantine est obtenue. Le séminaire et la faculté de théologie sont rouverts et de nombreuses écoles religieuses sont fondées.
Le 30 janvier 2008, l'Église est élevée au rang d'Église métropolitaine.

## Organisation
En Slovaquie :
- Archéparchie de Prešov[2]
- Éparchie de Bratislava
- Éparchie de Košice

## Saints
- Pavol Peter Gojdič
- Basile Hopko